# Impatiens hochstetteri
Impatiens hochstetteri är en balsaminväxtart. Impatiens hochstetteri ingår i släktet balsaminer, och familjen balsaminväxter.

## Underarter
Arten delas in i följande underarter:
- I. h. angolensis
- I. h. fanshawei
- I. h. hochstetteri
- I. h. jacquesii

## Bildgalleri

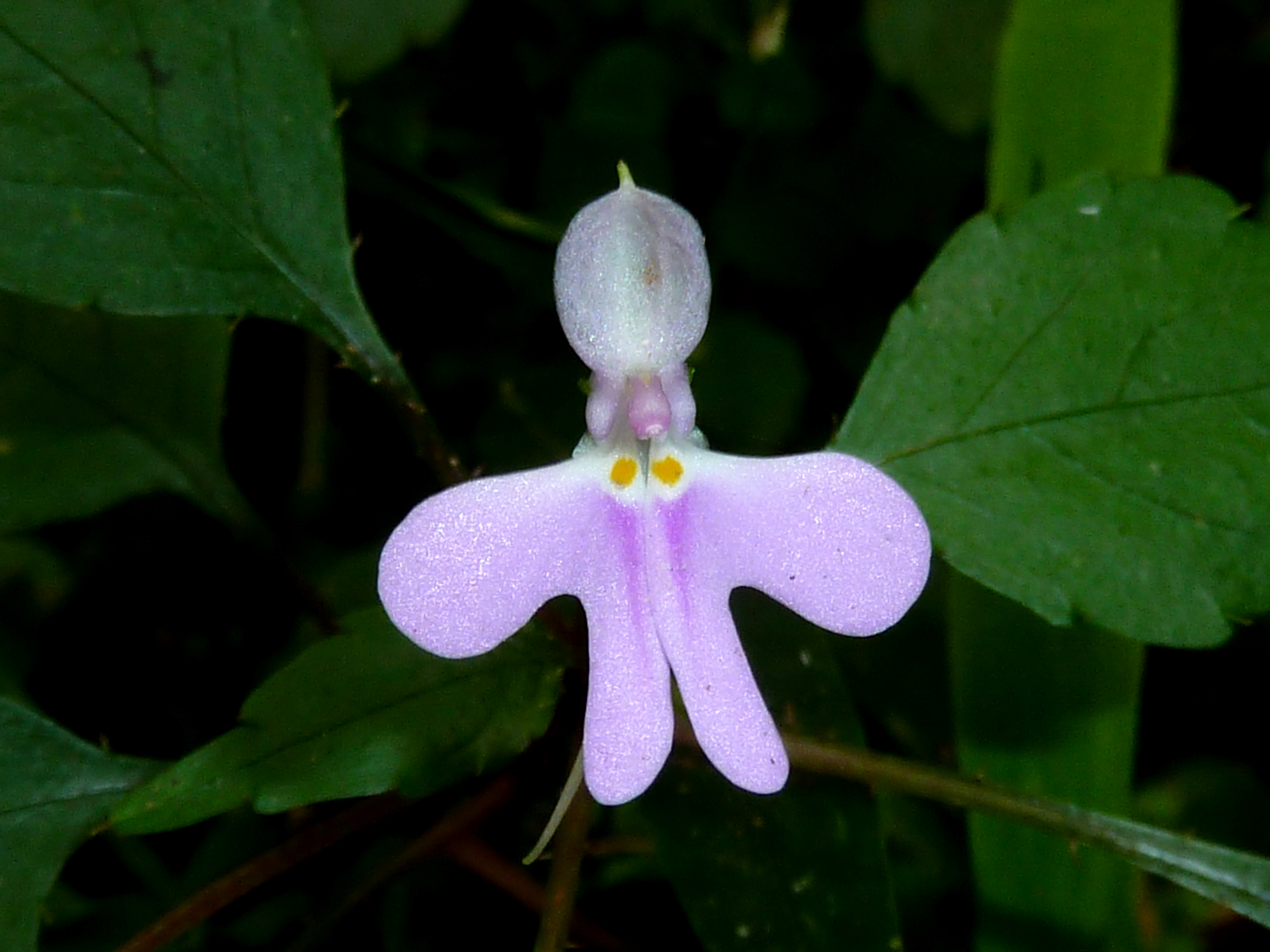
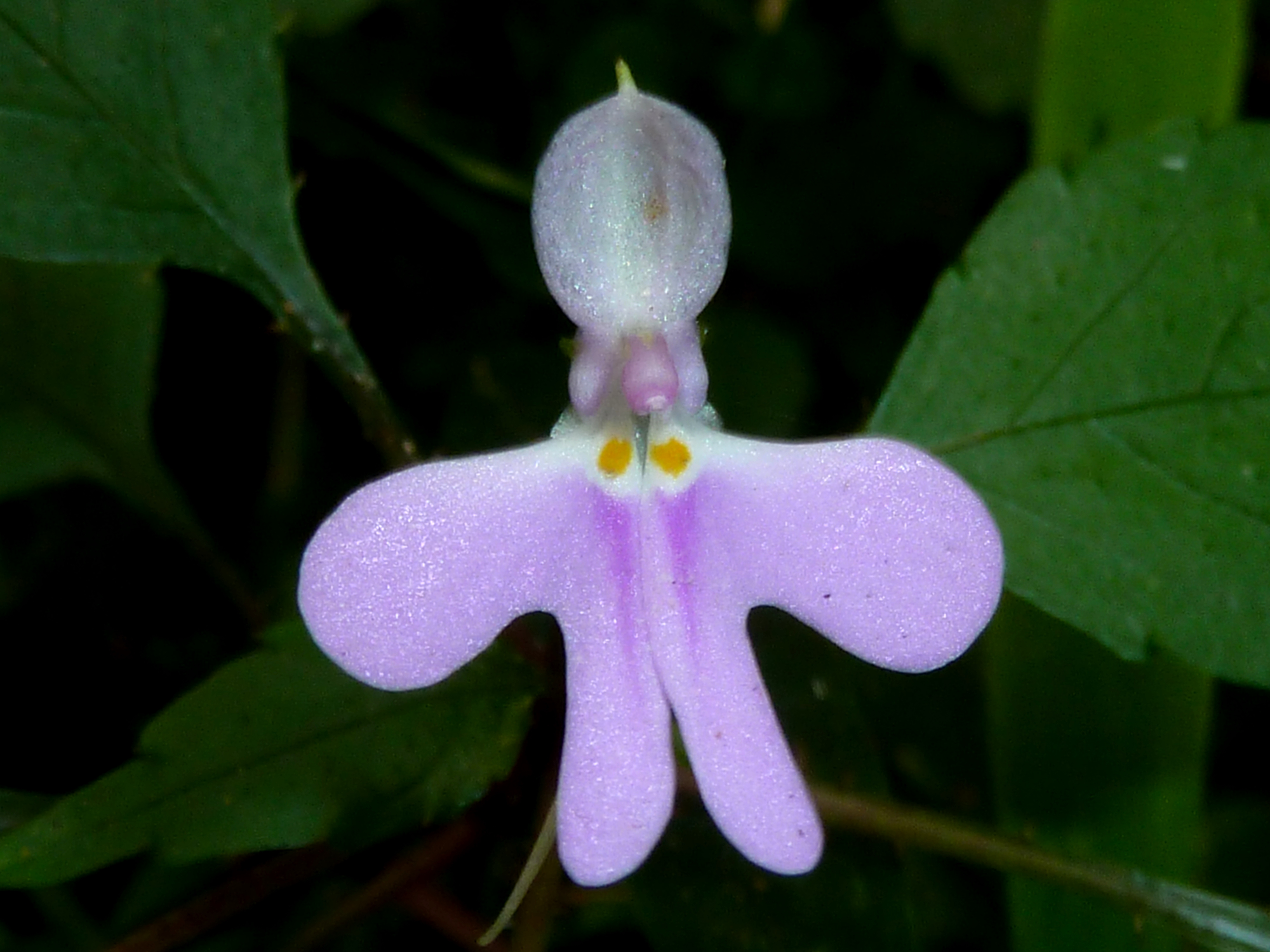
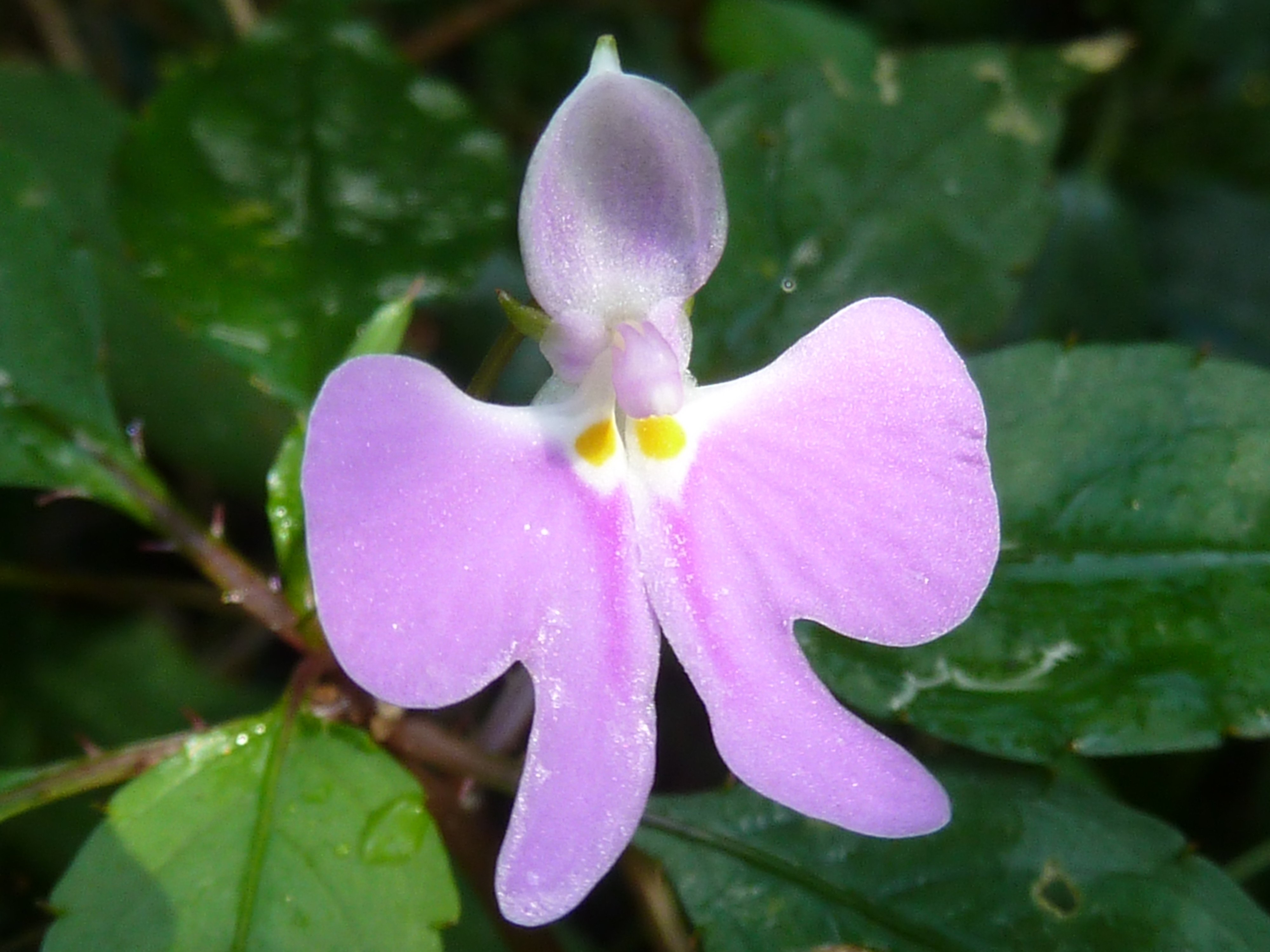
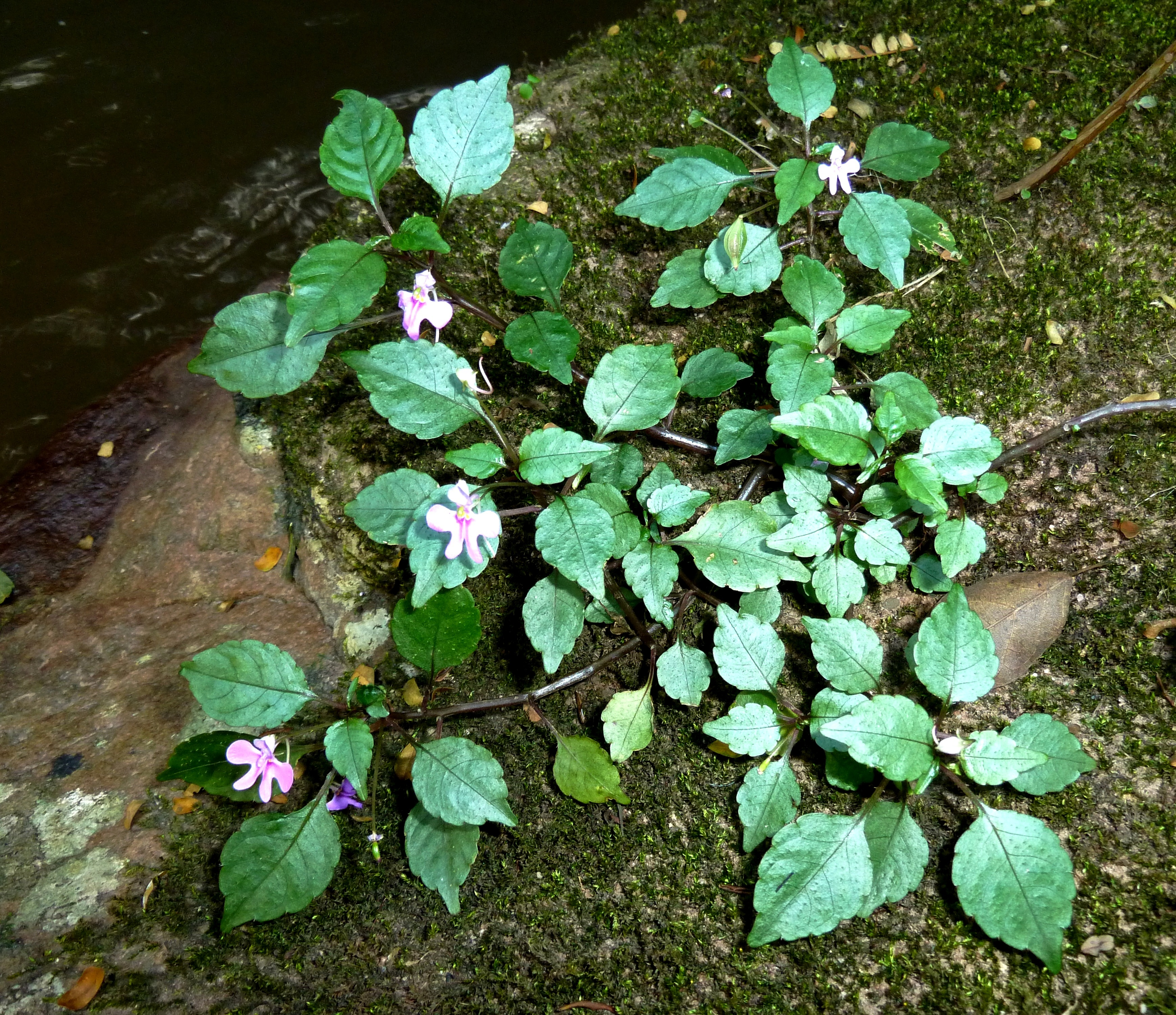